# 姚文祜
姚文祜（1496年—？），字申甫，號仰山，直隸常州府武進縣人，軍籍，明朝政治人物。

## 生平
嘉靖十年（1531年）辛卯科應天府鄉試第八十二名，嘉靖十四年（1535年）登第二甲第二十七名進士。授刑部主事，升员外郎、郎中，卒。

## 家族
曾祖姚璋；祖父姚鎬；父姚儒，曾任府通判。母楊氏。子惟精、惟贤、惟能。